# Canthon antoniomartinezi
Canthon antoniomartinezi là một loài bọ cánh cứng trong họ Bọ hung (Scarabaeidae).